# 1986年中国中央电视台春节联欢晚会
1986年中国中央电视台春节联欢晚会（简称1986年央视春晚）是中国中央电视台于1986年2月8日（农历乙丑十二月三十除夕）為慶祝虎年新年舉辦的綜藝性文藝晚會，于当晚19:45播出。由黄一鹤担任导演，赵忠祥、王刚、姜昆、刘晓庆、方舒、顾永菲担任主持人。
本届春晚首次引入英语主持人，由方舒担任，并由中国国际广播电台在其对内英语广播中提供英语同传。

## 节目单
| 序号 | 类型                 | 节目名 | 表演者                                                                                                 |
| 1    | 歌曲大联唱           | ①《拜年歌》 ②《请到天涯海角来》 ③《在那桃花盛开的地方》 ④《天仙配》 ⑤《回娘家》 ⑥《阿里山的姑娘》 ⑦《我的祖国》 ⑧《我们的生活充满阳光》 ⑨《我的中国心》 ⑩《刘海砍樵》 ⑪《今日痛饮庆功酒》 | 蒋大为、彭丽媛 成方圆 蒋大为 郑绪岚、牟玄甫 李维康 郁钧剑 彭丽媛 董文华 笑林 刘晓庆、姜昆 耿其昌、刘斌 |
| 2    | 相声                 | 《虎年谈虎》 | 刘伟、冯巩                                                                                             |
| 3    | 小魔术               | | 冯京、金云、陈佩斯、朱时茂                                                                             |
| 4    | 京剧清唱             | 《红灯记》选段 《穷人的孩子早当家》、《都有一颗红亮的心》 | 刘斌、李维康                                                                                           |
| 5    | 录像                 | 海豚表演 | |
| 6    | 谜语                 | “气球”（猜晚会上一演员的名字） | |
| 7    | 歌曲                 | 《祖国啊我永远热爱你》 | 殷秀梅                                                                                                 |
| 8    | 歌曲                 | 《追求》 | 成方圆                                                                                                 |
| 9    | 民歌                 | 《过新年》 | 郁钧剑                                                                                                 |
| 10   | 歌曲                 | 《我多想》 | 成方圆                                                                                                 |
| 11   | 小品                 | 《送礼》 | 李婉芬、周国治                                                                                         |
| 12   | 小提琴独奏           | 《波兰舞曲》 | 郭昶                                                                                                   |
| 13   | 相声                 | 《怪声独唱》 | 笑林、李国盛                                                                                           |
| 14   | 舞蹈                 | 《鼓舞》 | 夏丽蓉                                                                                                 |
| 15   | 婚礼                 | | 杨晟、于民刚                                                                                           |
| 16   | 谜语                 | “红双喜”（打一四字成语） | |
| 17   | 歌曲                 | 《军港之夜》、《我要回到家乡去》 | 苏小明                                                                                                 |
| 18   | 歌曲                 | 《望星空》 | 董文华                                                                                                 |
| 19   | 歌曲                 | 《化蝶》、《哦，明天》 | 郑绪岚、牟玄甫                                                                                         |
| 20   | 川剧、豫剧、越剧会串 | 《断桥》 | 陶长进、小香玉、方亚芬                                                                                 |
| 21   | 谐剧                 | 《零点七》 | 沈伐                                                                                                   |
| 22   | 舞蹈                 | 《双回门》（录像） | 谭金凤、梅万明等                                                                                       |
| 23   | 相声                 | 《戏迷》 | 侯耀文、石富宽                                                                                         |
| 24   | 魔术                 | 《空中悬人》 | 余剑等                                                                                                 |
| 25   | 山东快书             | 《吹牛》 | 郭秋林                                                                                                 |
| 26   | 谜语                 | “四化在心上”（打一字） | |
| 27   | 歌曲                 | 《太阳出来喜洋洋》 | 刘晓庆                                                                                                 |
| 28   | 歌曲                 | 《燕子》、《阿拉木罕》 | 江桦                                                                                                   |
| 29   | 歌曲                 | 《春光美》、《祝福歌》 | 张德兰                                                                                                 |
| 30   | 相声                 | 《照相》 | 姜昆、唐杰忠                                                                                           |
| 31   | 东北民歌             | 《送菜进城》 | 郭颂                                                                                                   |
| 32   | 歌曲                 | 《勿忘我》 | 彭丽媛                                                                                                 |
| 33   | 歌曲                 | 《最后一个梦》、《五十六个民族同唱一支歌》 | 蒋大为                                                                                                 |
| 34   | 谜语                 | “春节三日不离厂”（打一字）、“慢等除夕钟声来”（猜一人名） | |
| 35   | 小品                 | 《羊肉串》 | 陈佩斯、朱时茂                                                                                         |
| 36   | 相声                 | 《唱歌的姿势》 | 姜昆、唐杰忠                                                                                           |
| 37   |                      | 零点钟声 | |
| 38   |                      | 明年除夕再见 | |

## 影响
- 本届春晚中，蒋大为所演唱的《在那桃花盛开的地方》，在全国成为当时热门的歌曲[5]。
- 冯巩于本届春晚首次登台演出，此后冯巩连续多年在央视春晚亮相，直至2019年缺席，被誉为春晚“钉子户”[6][7]。
- 香港歌手张德兰演唱的《春光美》名动一时，至今仍然广为传唱。
- 此外，该年春晚是赵忠祥主持的回届。

## 备注
1. ↑  本届春晚《春光美》部分歌词由邹友开修改；《祝福歌》原曲为石川優子（日语：石川優子）与恰克《两个人的爱之岛（日语：ふたりの愛ランド）》，中文歌词由邹友开填词